# Zalmoxida
Zalmoxida is een geslacht van hooiwagens uit de familie Petrobunidae. Het is door  Sharma & Giribet 2011 naar deze familie verplaatst, het was eerder in Phalangodidae geplaatst, later Zalmoxidae in sommige online bronnen. De wetenschappelijke naam Zalmoxida is voor het eerst geldig gepubliceerd door Roewer in 1912. 

## Soorten
Zalmoxida omvat de volgende 2 soorten:
- Zalmoxida dentata
- Zalmoxida gibbera